# Heiligkreuzkirche (Środa Śląska)

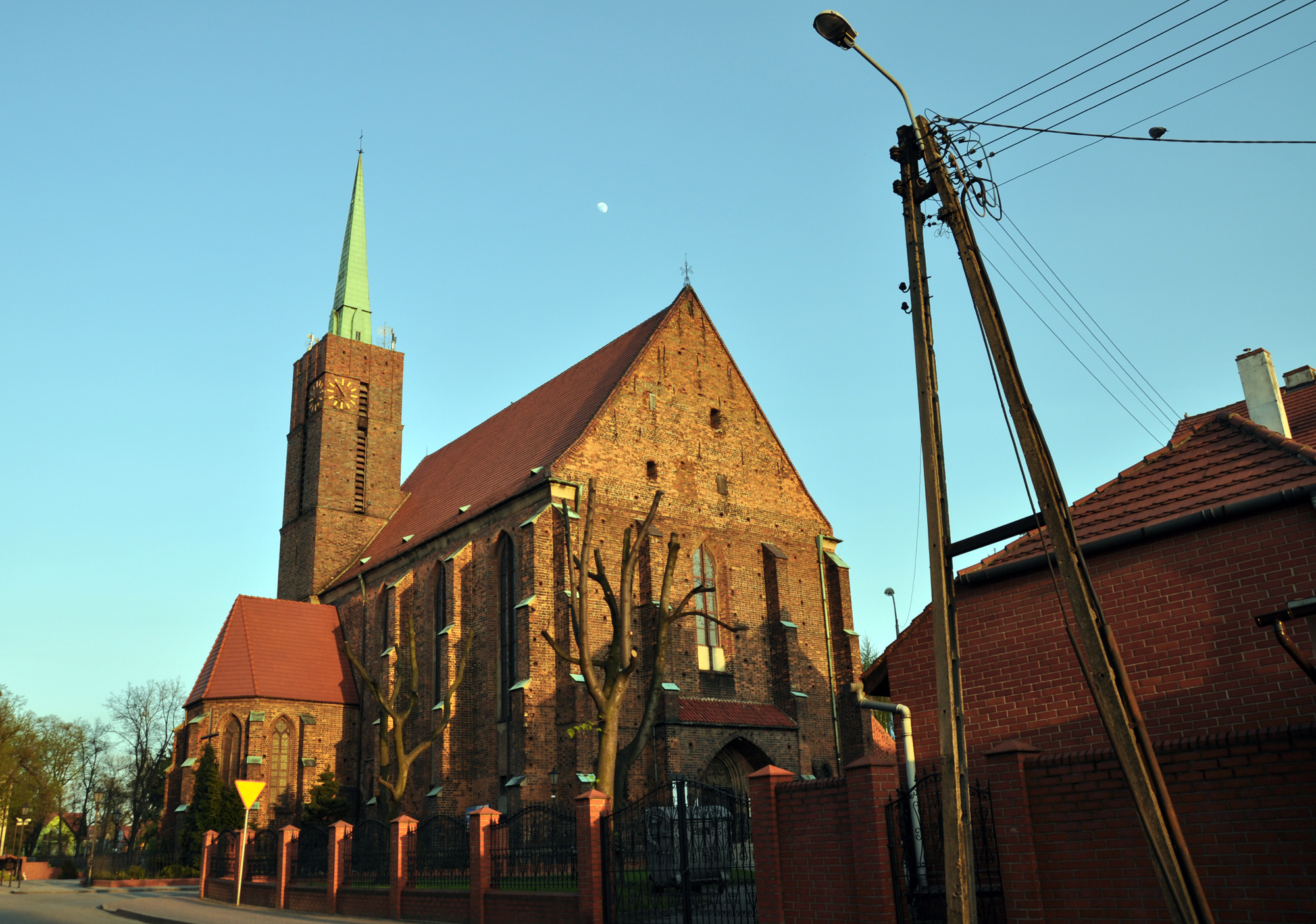
Kirche zum Heiligen Kreuz Środa Śląska

Die römisch-katholische Kirche zum Heiligen Kreuz (polnisch Kościół Podwyższenia Krzyża Świętego w Środzie Śląskiej) ist die Pfarrkirche von Środa Śląska (deutsch Neumarkt in Schlesien) im Powiat Średzki der Woiwodschaft Niederschlesien in Polen. Die Kirche gehört zum Erzbistum Breslau.

## Geschichte
Das Franziskanerkloster in Neumarkt wurde schon 1212, also kurz nach Gründung des Ordens, gegründet. Die Klosterkirche steht im Norden der Klosterbauten. Die spätgotische Hallenkirche wurde im 15. Jahrhundert vollendet. Der Glockenturm blieb im Mittelalter unvollendet. Später wurde das Kloster als Hospital genutzt, und der Bauzustand verschlechterte sich. Bei einem Sturm am 4. September 1623 stürzte der Kirchengiebel ein. Danach erhoben die Minoriten aus St. Dorothea in Breslau Anspruch auf das Kloster. Um 1700 wurde die Kirche vom Breslauer Domstift und von August dem Starken, König von Polen, umgebaut. Nach der Säkularisation in Preußen ging das Kloster an die Stadt, die es an der evangelischen Gemeinde übergab. Diese nutzte die Kirche aber nur als Lagerraum. Die ehemalige Klosterkirche wurde zu einem Lagerhaus umgebaut und verfiel, was 1900 oder 1902 zum Abriss des Chors führte. Bei der Renovierung von 1933 bis 1935 wurden der Ostturm errichtet und der neugotische Abschluss nach Osten angebaut. Dabei erhielt der Turm ein Hakenkreuz, und die Kirche wurde als evangelische Kirche neu geweiht. Bei der polnischen Übernahme der Stadt wurde die Orgel mutwillig zerstört.

## Bauwerk
Die Kirche ist eine dreischiffige Hallenkirche aus Backstein mit vier Jochen. Der Bau ist mit abgestuften Strebepfeilern mit Spitzbogenfenstern dazwischen gestützt. Im Norden lehnt sich eine Antoniuskapelle dem Bau an. Die Innenräume sind gewölbt, teils mit Kreuzgewölben. Bemerkenswert sind Kanzel und Altar, die mit Darstellungen des Franziskus geschmückt sind, sowie Bildwerke des Johannes und einer Mater Dolorosa aus dem Jahre 1753. Im Westen und im Norden befinden sich spätgotische Spitzbogenportale aus Sandstein. Das nördliche Portal hat Segmentpfeiler, Blattkapitelle und einen Schlussstein. Das Innere der Kirche hat ein Kreuzgewölbe aus der Spätgotik. Spitzbögen trennen die Kirchenschiffe voneinander.

## Nachweise
1. 1 2  Schlesische Heimat: Stadt und Kreis Neumarkt. 1994.
2. 1 2 3 4  Środa Śląska – klasztor franciszkański. In: medievalheritage.eu. Abgerufen am 26. März 2025.
3. ↑  Schlesische Heimat: Stadt und Kreis Neumarkt. 1994, S. 160.

Koordinaten: 51° 9′ 43,1″ N, 16° 35′ 46″ O